# 交运算
在数学中，在一个集合上的交(meet)有两种定义：关于在这个集合上的偏序的唯一下确界(最大下界)，假定下确界存在的话； 或者是满足幂等律的交换结合二元运算。在任何一个情况下，这个集合与交运算一起是半格。这两个定义产生等价的结果，除了在偏序方式中有可能直接定义更一般的元素的集合的交。最常见到交运算的领域是格。
通常把 {\displaystyle x} 和 {\displaystyle y} 的交指示为 {\displaystyle x\land y}。 

## 偏序定义
设 A 是带有偏序 {\displaystyle \leq } 的一个集合，并设 {\displaystyle x} 和 {\displaystyle y} 是 A 中的两个元素。A 的一个元素 {\displaystyle z} 是 {\displaystyle x} 和 {\displaystyle y} 的交(或最大下界或下确界)，如果满足了下列两个条件:
1. {\displaystyle z\leq x} 且 {\displaystyle z\leq y} (就是说，{\displaystyle z} 是 {\displaystyle x} 和 {\displaystyle y} 的下界)；
2.  对于 A 中的任何 {\displaystyle w}，使得 {\displaystyle w\leq x} 且 {\displaystyle w\leq y}，有着 {\displaystyle w\leq z} (就是说，{\displaystyle z} 大于任何其他 {\displaystyle x} 和 {\displaystyle y} 的下界)。
如果有 {\displaystyle x} 和 {\displaystyle y} 的交，则它的确是唯一的，因为如果 {\displaystyle z} 和 {\displaystyle z'} 都是 {\displaystyle x} 和 {\displaystyle y} 的最大下界，则 {\displaystyle z\leq z'\leq z}，因而 {\displaystyle z=z'\,}。如果交确实存在，它被指示为 {\displaystyle x\land y}。在 A 中的某对元素可能缺乏一个交，要么因为它们根本没有下界，要么因为它们的下界中没有一个大于所有其他的。如果所有的元素对都有交，则交实际上是在 A 上的二元运算，并且容易看出这个运算满足下列三个条件: 对有 A 中任何元素 {\displaystyle x}, {\displaystyle y} 和 {\displaystyle z}
a. {\displaystyle x\land y=y\land x} (交换律)，
b. {\displaystyle x\land (y\land z)=(x\land y)\land z} (结合律)，
c. {\displaystyle x\land x=x} (幂等律)。

## 泛代数定义
通过定义，在集合 A上的 二元运算 {\displaystyle \land } 是交，如果它满足上面的三个条件 a, b 和 c。有序对 (A,{\displaystyle \land }) 就是交半格。此外，我们可以定义在 A 上二元关系 {\displaystyle \leq }，通过声称 {\displaystyle x\leq y} 当且仅当 {\displaystyle x\land y=x}。实际上，这个关系是在 A 上的偏序。对于 A 中任何元素 {\displaystyle x}, {\displaystyle y} 和 {\displaystyle z} 有
{\displaystyle x\leq x}，因为 {\displaystyle x\land x=x}，通过公理 c；
如果 {\displaystyle x\leq y} 且 {\displaystyle y\leq x} 则 {\displaystyle x=x\land y=y\land x=y}，通过公理 a；
如果 {\displaystyle x\leq y} 且 {\displaystyle y\leq z} 则 {\displaystyle x\leq z}，因为 {\displaystyle x\land z=(x\land y)\land z=x\land (y\land z)=x\land y=x}，通过公理 b 。

## 两个定义的等价性
如果 (A,{\displaystyle \leq }) 是偏序集合，使得对于每对 A 中的元素都有交，则确实有 {\displaystyle x\land y=x} 当且仅当 {\displaystyle x\leq y}，因为在后者情况下 {\displaystyle x} 确实是 {\displaystyle x} 和 {\displaystyle y} 的下界，并且明显的 {\displaystyle x} 是最大下界当且仅当它是下界。所以用泛代数方式的交定义的偏序一致于最初的偏序。
反过来，如果 (A,{\displaystyle \land }) 是交半格，并且偏序 {\displaystyle \leq } 按泛代数方式定义，对于A 中某些元素 {\displaystyle x} 和 {\displaystyle y} 有 {\displaystyle z=x\land y}，则 {\displaystyle z} 是 {\displaystyle x} 和 {\displaystyle y} 关于 {\displaystyle \leq } 的最大下界，因为 {\displaystyle z\land x=x\land z=(x\land x)\land y=z\;\Rightarrow \;z\leq x}，类似的 {\displaystyle z\leq y}，并且如果 {\displaystyle w} 是 {\displaystyle x} 和 {\displaystyle y} 的另一个下界，则 {\displaystyle w\land x=w\land y=w}，从而 {\displaystyle w\land z=w\land (x\land y)=(w\land x)\land y=w\land y=w}。所以这个用最初的交定义的偏序定义的交一致于最初的交。
换句话说，两种方式生成本质上等价的概念，集合配备了二元关系和二元运算二者，使得每个结构都由另一个确定，而且分别满足偏序或交的条件。

## 一般子集的交
如果 (A,{\displaystyle \land }) 是交半格，则交可以被扩为任何非空有限集合的良好定义的交，通过在迭代二元运算中描述的描述的技术。可供选择的，如果交定义或定义自一个偏序，A 的某个子集确实有关于它的下确界。对于非空有限子集，这两种方式产生同样的结果，因为都可以做为交的定义。在 A 的每个子集都有交的情况下，(A,{\displaystyle \leq }) 是完全格；详情参见完全性 (序理论)。